# Les Hommes nouveaux (film, 1922)
Pour les articles homonymes, voir Les Hommes nouveaux.
Pour plus de détails, voir Fiche technique et Distribution.
Les Hommes nouveaux est un film français réalisé par Émile-Bernard Donatien et Édouard-Émile Violet, sorti en 1923.

## Fiche technique
- Titre : Les Hommes nouveaux
- Réalisation : Émile-Bernard Donatien et Édouard-Émile Violet
- Scénario : d'après le roman de Claude Farrère[1]
- Photographie : André Dantan et Louis Dubois
- Décors : E.B. Donatien
- Production : Dal Film
- Pays de production :  France
- Format : noir et blanc - muet
- Date de sortie :
  - France : 12 janvier 1923

## Distribution
- Lucienne Legrand : Laure Bourron
- Marthe Ferrare : Christiane
- Georges Melchior : le capitaine de Chassagnes
- Donatien : Amédée Bourron
- Édouard-Émile Violet : de Tolly
- André Gargour
- Jean Bradin